# Stefano Eranio
Stefano Eranio (n. 29 de diciembre de 1966 en Génova) es un futbolista retirado Italiano, recordado por sus actuaciones en los equipos AC Milan and Génova FC del Calcio de su país. Eranio jugaba como mediocampista o como lateral y representó a selección de su país en 20 oportunidades entre 1990 y 1997. Fue elegido como uno de los mejores 11 grandes jugadores del "Clásico" italiano.

## Carrera

### Equipos
Stefano Eranio inició su carrera profesional con el Génova en agosto de 1984. Las primeras cinco temporadas en el Génova las hizo en la Serie B hasta 1989, año en el cual el equipo fue promovido a la Serie A. En total Eranio jugó por ocho temporadas en dicho equipo antes de pasar al Milan en agosto de 1992. Con el Milan ganó tres Scudettos (1993, 1994 y 1996), tres Supercopas italianas (1992, 1993 y 1994) y jugó en dos finales de Champions League. La primera de ellas fue en la de la temporada 92-93 en al que cayeron por 1–0 frente al Olympique de Marsella, y la otra en la de la temporada 94-95, partido en el cual cayeron también por 1–0, pero esta vez frente al Ajax. Asimismo fue parte del equipo que obtuvo la Liga de Campeones en la temporada 93-94, pero no jugó la final debido a una lesión. Cabe destacar que también fue parte del equipo que ganó la Supercopa de Europa en 1994.
En mayo de 1997 fue traspasado al club inglés Derby County donde se convirtió en uno de los favoritos de los fanes, haciendo su debut en dicho equipo en un partido de la Premier League, frente al Blackburn Rovers el 9 de agosto de 1997. Su primera anotación para su nuevo equipo se dio el 30 de agosto de 1997 frente al Barnsley. En dicha temporada el Derby County se mudó de su entonces estadio, el Baseball Ground, al actual Pride Park Stadium, siendo dicho gol de Eranio frente al Barnsley el primero anotado en su nueva casa. Eranio pensó en retirarse luego de la temporada 2000–01, pero el gerente Jim Smith lo persuadió para que se quede en el equipo. Cuando Smith fue despedido en octubre del 2001, Eranio prefirió dejar el Derby County. Se retiró en el 2003 luego de jugar en la Serie C2 para el AC Pro Sesto.
Fue considerado uno de los mejores y más influyentes jugadores que haya formado parte del Derby County, por lo que el 1 de mayo de 2006, Eranio junto a Ted McMinn fueron designados como Derby Legends.

### Selección nacional
Eranio debutó para la Selección de su país el 22 de diciembre de 1990 en un partido clasificatorio para la Eurocopa de 1992 frente a la Selección de Chipre, ganando el juego por 4 a 0. Su primer gol internacional fue frente a la Selección de Holanda el 9 de septiembre de 1992, ganando el partido el combinado italiano por 3 a 2. 
El 29 de marzo de 1997, Eranio jugó su último partido por Italia contra Moldavia, ganando el partido por 3 a 0. En total jugó 20 partidos y anotó en tres ocasiones, siendo seis de dichas apariciones clasificatorias para Mundiales de Fútbol, y otros cinco clasificatorios para Eurocopas.

### Después de retirado
Eranio es parte del personal del equipo juvenil del Milan desde el 2005, y actualmente trabaja con la Selección Nacional Sub-15 de Italia.

## Palmarés

### Campeonatos nacionales
| Título              | Club  | País   | Año  |
| ------------------- | ----- | ------ | ---- |
| Supercopa de Italia | Milan | Italia | 1992 |
| Serie A             | Milan | Italia | 1993 |
| Supercopa de Italia | Milan | Italia | 1993 |
| Serie A             | Milan | Italia | 1994 |
| Supercopa de Italia | Milan | Italia | 1994 |
| Serie A             | Milan | Italia | 1996 |

### Campeonatos internacionales
| Título                       | Club        | País   | Año     |
| ---------------------------- | ----------- | ------ | ------- |
| Liga de Campeones de la UEFA | A. C. Milan | Atenas | 1993-94 |
| Supercopa de Europa          | A. C. Milan | Milán  | 1994    |

## Trayectoria
| Club         | País       | Año         |
| ------------ | ---------- | ----------- |
| Génova FC    | Italia     | 1984 - 1992 |
| Milan        | Italia     | 1992 - 1997 |
| Derby County | Inglaterra | 1997 - 2002 |
| AC Pro Sesto | Italia     | 2002 - 2003 |